# Baqanas (Ort)
Baqanas (kasachisch Бақанас, russisch Баканас) ist ein Ort in Kasachstan.

## Geografie
Der Ort liegt im Süden Kasachstans im Gebiet Almaty etwa 170 Kilometer Luftlinie westlich von Taldyqorghan und rund 180 Kilometer nördlich von Almaty. Baqanas liegt am rechten Ufer des Ili im Siebenstromland am südlichen Ende der Wüste Saryesik-Atyrau. Die Umgebung besteht aus wüstenhaften Steppen, die von kaltem Steppenklima gekennzeichnet sind. Die Winter sind kalt und die Sommer heiß und trocken.

## Bevölkerung
Bei der Volkszählung 1999 hatte Baqanas 5.417 Einwohner. Die letzte Volkszählung 2009 ergab für den Ort eine Einwohnerzahl von 5.004. Die Fortschreibung der Bevölkerungszahl ergab zum 1. Januar 2025 eine Einwohnerzahl von 6.104.
| Einwohnerentwicklung | Einwohnerentwicklung | Einwohnerentwicklung | Einwohnerentwicklung | Einwohnerentwicklung | Einwohnerentwicklung | Einwohnerentwicklung |
| 1939                 | 1959                 | 1970                 | 1979                 | 1989                 | 1999                 | 2009                 |
| -------------------- | -------------------- | -------------------- | -------------------- | -------------------- | -------------------- | -------------------- |
| 1.280                | 4.168                | 5.277                | 6.519                | 6.817                | 5.417                | 5.004                |

## Söhne und Töchter des Ortes
- Ömirsaq Ösbekow (* 1947), Politiker
- Beibit Issabajew (* 1962), Diplomat und Politiker
- Mädi Takijew (* 1978), Politiker